# Мови тупі-гуарані
Тупі́-гуарані́  — велика підгрупа тупійських мов, що містить 53 мови об'єднані в 8-11 підгруп, найвідомішими з них є мови гуарані і тупі. З мов тупі-гуарані походять такі слова як «ягуар», «капоейра», «тапіока».